# Anna Castillo
Anna Castillo Ferré (Barcelona, 9 de octubre de 1993) es una actriz española que alcanzó popularidad por su interpretación en la película El olivo (Icíar Bollaín, 2016), por la que logró el Goya a la mejor actriz revelación, y por protagonizar el musical de La llamada (2013-2016), que más tarde se convirtió en película, en la que fue nominada al Goya como mejor actriz de reparto. En posteriores años volvió a recibir dicha nominación por su interpretación en Viaje al cuarto de una madre (2018) y también como mejor actriz protagonista por la película Girasoles silvestres (2022).

## Biografía

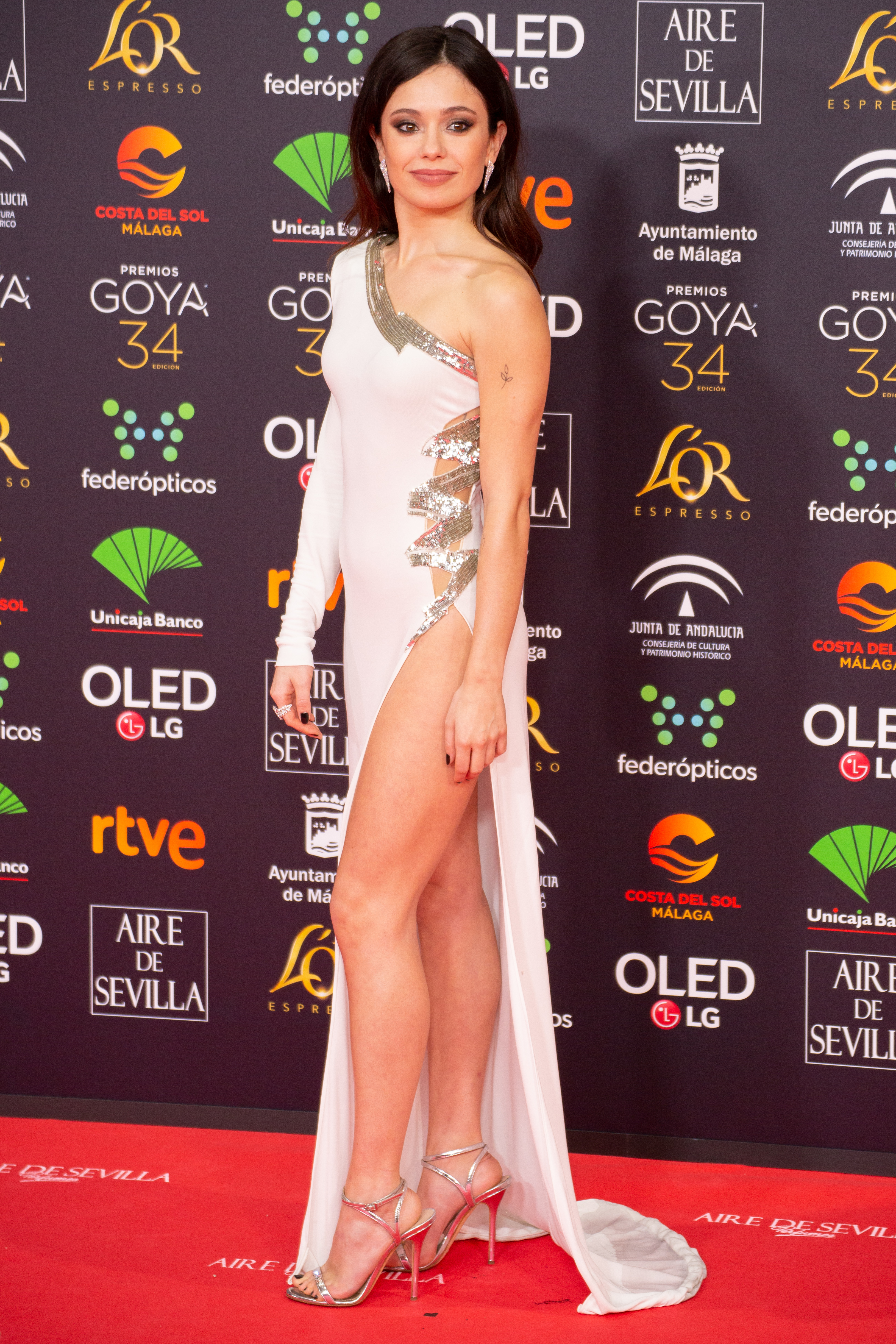
Anna Castillo en los Premios Goya en 2020

Anna Castillo Ferré nació el 9 de octubre de 1993 en Barcelona, Cataluña, España. Desde los 7 años ha recibido formación artística en diversos centros especializados en Barcelona y Madrid, al tiempo que finalizaba sus estudios de bachillerato de Artes Escénicas en 2011. Estudió en el colegio Sant Joan Bosco Horta, también conocido como los Salesianos de Horta. Más adelante, cursó tres años Psicología a distancia mientras se formaba como actriz.

## Carrera
Entre 2005 y 2011 formó parte del grupo musical sp3, donde fue cantante y bailarina. Además interpretó a Anna en la Família dels supers (Club Super3, TV3). En 2009 estrenó el telefilme El enigma Giacomo junto a Nacho Fresneda, dirigida por Joan Marimón Padrosa y producida por Canal 9 (Comunidad Valenciana) y TV3 (Cataluña). En 2010 protagonizó la película Blog dirigida por Elena Trapé y producida por Escándalo Films. La cinta, basada en hechos reales, narra la historia de 7 adolescentes de clase media alta que se quedan embarazadas al mismo tiempo.
En 2011 se incorporó a la quinta y última temporada de la serie cómica de Antena 3 Doctor Mateo, donde interpretó a Sara. En 2012 estrenó la película Promoción fantasma, junto a Andrea Duro y Àlex Maruny, entre otros. También formó parte de la web-serie Chessboxing, rodada como un falso documental y emitida por la web de Atresmedia. Además, hizo una aparición capitular en la serie de TV3 Kubala, Moreno i Manchón.
En 2013 se incorporó al reparto de la serie de sobremesa Amar es para siempre de Antena 3, donde interpreta a Dorita desde la primera hasta la tercera temporada, regresando en la quinta capitularmente. También ese año se sube a las tablas para participar en el musical La llamada de Javier Ambrossi y Javier Calvo, donde interpretó a Susana Romero desde 2013 hasta julio de 2016 junto a Macarena García o Claudia Traisac, entre otros. En 2014, aparte de sus participaciones en Amar es para siempre y La llamada, protagonizó en el corto El espejo humano de Marc Nadal y la webserie La caída de Apolo.
En 2015 estrenó la película Fuera de foco, donde interpretó a Sara. En 2016 protagonizó la película El olivo, de Icíar Bollaín, junto a Pep Ambròs y Javier Gutiérrez, película que fue precandidata a los Óscar. Gracias a dicha actuación, obtuvo su primera nominación en los Premios Goya, en este caso, como mejor actriz revelación. En enero de 2017 ganó la Medallas del Círculo de Escritores Cinematográficos a la mejor actriz revelación. Un mes después, ganó el Goya a mejor actriz revelación. También intervino con participaciones capitulares en la serie de televisión española El Ministerio del Tiempo y en la serie de Movistar+ Web Therapy.
En septiembre de 2017 estrenó la película La llamada, la adaptación al cine del musical teatral de Javier Ambrossi y Javier Calvo por la que es nominada por segundo año consecutivo a los Premios Goya en la categoría de mejor actriz de reparto, junto a su compañera de reparto Belén Cuesta. En ese mismo año también participó en la película Oro dirigida por Agustín Díaz Yanes y basada en un relato de Arturo Pérez Reverte, donde realizó un papel de reparto. Además, formó parte de la ópera prima de la directora Celia Rico Clavellino Viaje al cuarto de una madre junto con Lola Dueñas, papel con el que consigue el Premio Feroz a mejor actriz de reparto. Meses después, estrenó la serie de televisión Estoy vivo, un thriller policíaco que protagonizó junto con Javier Gutiérrez y Alejo Sauras. La serie fue renovada por una segunda temporada gracias a los buenos datos de audiencia. Posteriormente, protagonizó la tercera temporada de la serie, siendo esta en la última en la que aparece la actriz.
A principios de 2018 se unió al reparto de Arde Madrid, serie dirigida por Paco León y que fue estrenada a finales de 2018. Compaginó dicha actuación con la obra de teatro La Pilarcita, en la que volvió de nuevo al teatro Lara. En verano del mismo año, estrenó la segunda temporada de la webserie, Paquita Salas (esta vez en Netflix) en la que formó parte del elenco principal dando vida a Belén de Lucas y un año más tarde volvió a interpretar al personaje en la tercera temporada de la serie.
A principios de 2020 fue una de las protagonistas de la superproducción de Telecinco Cinema Adú, con el papel de Sandra. Meses después, protagonizó la miniserie de Movistar+ La línea invisible. En 2021 estrenó tres largometrajes: Donde caben dos, comedia dirigida por Paco Caballero en la que muchas historias de entrelazan, La vida era eso, drama que protagonizó junto a Petra Martínez, y Mediterráneo, una superproducción sobre los refugiados que cruzan el mar en las costas de Lesbos Además, tuvo una participación en el regreso de la serie Los hombres de Paco, en Atresplayer Premium.
En 2022 estrenó las películas Girasoles silvestres, un drama sobre una mujer que lucha por sacar adelante a sus hijos, y Historias para no contar, una comedia dirigida por Cesc Gay. En 2023, participó en la película original de Netflix Nowhere, donde Castillo interpreta a la protagonista, Mía. La cinta se convirtió en una de las películas más vistas de la plataforma. También protagonizó la miniserie Un cuento perfecto, adaptación de la novela de Elísabet Benavent, donde compartió protagonismo con Álvaro Mel, con el papel de Margot Ortega Ortiz de Zárate.
En 2024 tuvo un papel en la película Escape de Rodrigo Cortés, por la que obtuvo una nominación como mejor actriz de reparto en los Premios Feroz. También se anunció que protagonizaría la serie Su Majestad, que se estrenó a principios de 2025 en Prime Video, donde interpreta a una princesa rebelde. Además, forma parte del reparto de la producción de Telecinco Cinema Wolfgang (extraordinario).
En el primer trimestre del 2025, empezó a rodar la película Mi querida señorita, adaptación de la cinta homónima de 1972, la cual protagoniza junto a Nagore Aranburu.

## Filmografía

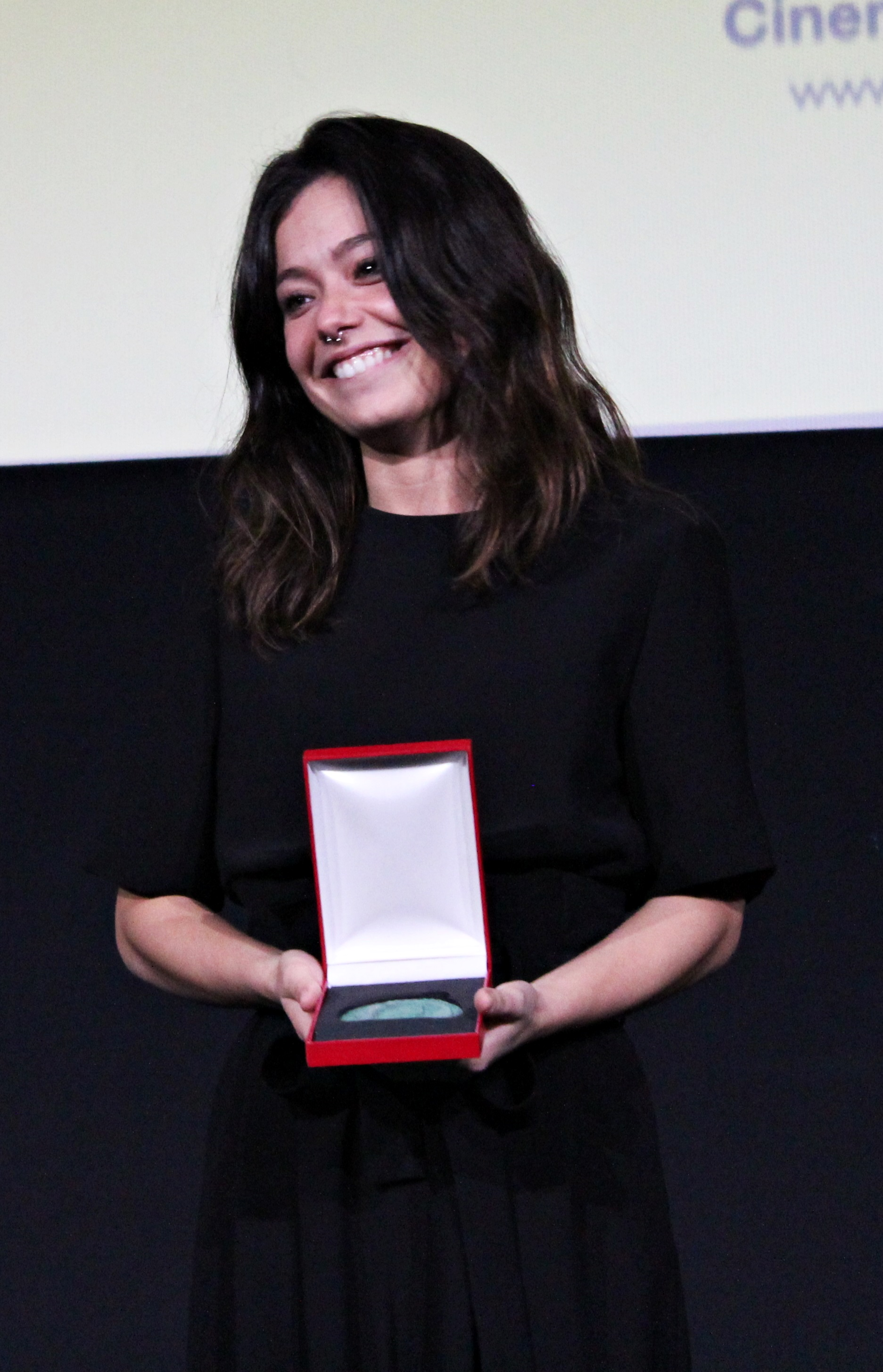
Castillo recibiendo la Medalla del CEC a la mejor actriz secundaria por Viaje al cuarto de una madre

### Cine
| Año  | Título                               | Personaje           | Notas        |
| ---- | ------------------------------------ | ------------------- | ------------ |
| 2009 | Persuasión                           | María               | Cortometraje |
| 2010 | Blog                                 | Bea                 |              |
| 2012 | Fundido a negro                      | Sandra              | Cortometraje |
| 2012 | Promoción fantasma                   | Ángela Pérez Blanco |              |
| 2014 | El espejo humano                     | Alicia              | Cortometraje |
| 2015 | Fuera de foco                        | Sara                |              |
| 2016 | El olivo                             | Alma Cucala         |              |
| 2017 | Oro                                  | La Parda            |              |
| 2017 | La llamada                           | Susana Romero       |              |
| 2018 | Viaje al cuarto de una madre         | Leonor Hernández    |              |
| 2020 | Adú                                  | Sandra              |              |
| 2021 | Donde caben dos                      | Clara               |              |
| 2021 | La vida era eso                      | Verónica            |              |
| 2021 | Mediterráneo                         | Esther Camps        |              |
| 2022 | Historias para no contar             | Laura               |              |
| 2022 | Girasoles silvestres                 | Julia               |              |
| 2022 | Camino a Damasco                     | Pepa                | Cortometraje |
| 2023 | El fantástico caso del Golem         | María Pons          |              |
| 2023 | Nowhere                              | Mía                 |              |
| 2023 | No voy a pedirle a nadie que me crea | Laia Carbonell      |              |
| 2024 | Escape                               | Abril               |              |
| 2025 | Wolfgang (extraordinario)            | Mía                 |              |

### Televisión
| Año             | Título                   | Personaje                 | Notas                                   |
| --------------- | ------------------------ | ------------------------- | --------------------------------------- |
| 2008            | El enigma de Giacomo     | Maiana                    | Película de televisión                  |
| 2011            | Doctor Mateo             | Sara                      | Elenco secundario; 12 episodios         |
| 2011–2014       | Club Super 3             | Anna                      | Elenco secundario; 26 episodios         |
| 2012            | Kubala, Moreno i Manchón | Natàlia Creixell          | Episodio: «Un pare i una mare»          |
| 2012            | Chessboxing              | Elisa                     | Elenco principal; 10 episodios          |
| 2013–2015; 2016 | Amar es para siempre     | Adoración «Dorita» Pastor | Elenco principal; 544 episodios         |
| 2014            | La caída de Apolo        | Laura                     | Miniserie; 3 episodios                  |
| 2016            | Web Therapy              | Iria de la Villa          | Episodio: «La poliamorosa y la virgen»  |
| 2016            | El Ministerio del Tiempo | Sonia Lombardi            | Episodio: «Tiempo de lo oculto»         |
| 2016–2019       | Paquita Salas            | Belén de Lucas            | Elenco secundario; 9 episodios          |
| 2017–2019       | Estoy vivo               | Susana Vargas Bertrán     | Elenco principal; 34 episodios          |
| 2018            | Mira lo que has hecho    | Chica en la cárcel        | Episodio: «El ocaso de Occidente»       |
| 2018            | Arde Madrid              | Pilar                     | Elenco principal; 8 episodios           |
| 2020            | La línea invisible       | Txiki                     | Elenco principal; 6 episodios           |
| 2020            | Vamos Juan               | Montse                    | Episodio: «Estambul»                    |
| 2021            | Los hombres de Paco      | Elisa Jareño              | Elenco invitado; 2 episodios            |
| 2022            | Zasback                  | Ella misma                | Episodio: «Anna Castillo»               |
| 2022            | Fácil                    | Nati García Lomas         | Protagonista; 5 episodios               |
| 2023            | Un cuento perfecto       | Margarita «Margot» Ortega | Protagonista; 5 episodios               |
| 2024            | Citas Barcelona          | Laia                      | Episodio: «Pol y Mireia / Laia y Bruno» |
| 2025            | Su Majestad              | Pilar de Salazar          | Protagonista; 7 episodios               |

### Teatro
| Año       | Título       | Personaje     | Director                       | Notas           |
| --------- | ------------ | ------------- | ------------------------------ | --------------- |
| 2008–2009 | A            | Alma          | Nacho Cano                     | Papel principal |
| 2013–2016 | La llamada   | Susana Romero | Javier Calvo y Javier Ambrossi | Papel principal |
| 2016–2017 | Drac Pack    | Sammy         | Fernando Soto                  | Papel principal |
| 2017–2018 | La Pilarcita | Lucía         | Chema Tena                     | Papel principal |

### Videoclips
| Año  | Título                     | Grupo        |
| ---- | -------------------------- | ------------ |
| 2018 | «Duele»                    | Dorian       |
| 2019 | «On me»                    | St. Woods    |
| 2020 | «El Colapso Gravitacional» | La casa azul |
| 2022 | «Rápido y Brutal»          | El buen hijo |

## Premios y nominaciones
| Año  | Categoría                  | Trabajo nominado | Resultado | Ref. |
| ---- | -------------------------- | ---------------- | --------- | ---- |
| 2019 | Mejor actriz de televisión | Arde Madrid      | Nominada  |      |

| Año  | Categoría               | Trabajo nominado             | Resultado | Ref.   |
| ---- | ----------------------- | ---------------------------- | --------- | ------ |
| 2017 | Actriz revelación       | El olivo                     | Ganadora  | [ 43 ] |
| 2018 | Mejor actriz secundaria | La llamada                   | Nominada  | [ 44 ] |
| 2019 | Mejor actriz secundaria | Viaje al cuarto de una madre | Ganadora  |        |
| 2022 | Mejor actriz            | Girasoles silvestres         | Nominada  | [ 45 ] |

| Año  | Categoría                            | Trabajo nominado             | Resultado | Ref.   |
| ---- | ------------------------------------ | ---------------------------- | --------- | ------ |
| 2017 | Mejor actriz protagonista            | El olivo                     | Nominada  |        |
| 2018 | Mejor actriz de reparto              | La llamada                   | Nominada  |        |
| 2019 | Mejor actriz de reparto              | Viaje al cuarto de una madre | Ganadora  |        |
| 2019 | Mejor actriz de reparto de una serie | Arde Madrid                  | Ganadora  |        |
| 2022 | Mejor actriz de reparto              | La vida era eso              | Nominada  | [ 46 ] |
| 2023 | Mejor actriz protagonista            | Girasoles silvestres         | Nominada  |        |
| 2025 | Mejor actriz de reparto              | Escape                       | Nominada  | [ 47 ] |

| Año  | Categoría                 | Trabajo nominado             | Resultado | Ref. |
| ---- | ------------------------- | ---------------------------- | --------- | ---- |
| 2018 | Mejor actriz secundaria   | La llamada                   | Nominada  |      |
| 2019 | Mejor actriz secundaria   | Viaje al cuarto de una madre | Ganadora  |      |
| 2022 | Mejor actriz secundaria   | Mediterráneo                 | Nominada  |      |
| 2023 | Mejor actriz secundaria   | Historias para no contar     | Nominada  |      |
| 2023 | Mejor actriz protagonista | Girasoles silvestres         | Nominada  |      |

| Año  | Categoría                                  | Trabajo nominado             | Resultado | Ref. |
| ---- | ------------------------------------------ | ---------------------------- | --------- | ---- |
| 2017 | Mejor actriz revelación                    | El olivo                     | Ganadora  |      |
| 2018 | Mejor interpretación femenina de reparto   | La llamada                   | Nominada  |      |
| 2019 | Mejor interpretación femenina de reparto   | Viaje al cuarto de una madre | Nominada  |      |
| 2023 | Mejor interpretación femenina protagonista | Girasoles silvestres         | Nominada  |      |

| Año  | Categoría                               | Trabajo nominado   | Resultado | Ref.   |
| ---- | --------------------------------------- | ------------------ | --------- | ------ |
| 2020 | Mejor interpretación femenina           | La línea invisible | Nominada  | [ 48 ] |
| 2023 | Mejor interpretacción femenina en serie | Fácil              | Nominada  | [ 49 ] |

| Año  | Categoría                         | Trabajo nominado     | Resultado | Ref. |
| ---- | --------------------------------- | -------------------- | --------- | ---- |
| 2023 | Mejor actriz en película española | Girasoles silvestres | Ganadora  |      |

| Año  | Categoría                              | Trabajo nominado     | Resultado | Ref. |
| ---- | -------------------------------------- | -------------------- | --------- | ---- |
| 2017 | Mejor interpretación femenina          | El olivo             | Nominada  |      |
| 2018 | Mejor interpretación femenina          | La llamada           | Nominada  |      |
| 2022 | Mejor interpretación femenina          | Girasoles silvestres | Nominada  |      |
| 2022 | Mejor interpretación femenina en serie | Fácil                | Nominada  |      |

| Año  | Categoría                                | Trabajo nominado | Resultado | Ref. |
| ---- | ---------------------------------------- | ---------------- | --------- | ---- |
| 2017 | Mejor interpretación femenina de drama   | Estoy vivo       | Nominada  |      |
| 2019 | Mejor interpretación femenina de comedia | Arde Madrid      | Nominada  |      |

| Año  | Categoría                                  | Trabajo nominado | Resultado | Ref. |
| ---- | ------------------------------------------ | ---------------- | --------- | ---- |
| 2019 | Mejor interpretación femenina en miniserie | Arde Madrid      | Nominada  |      |

| Año  | Categoría    | Trabajo nominado | Resultado | Ref. |
| ---- | ------------ | ---------------- | --------- | ---- |
| 2019 | Mejor actriz | Estoy vivo       | Nominada  |      |

| Año  | Categoría                             | Trabajo nominado | Resultado | Ref. |
| ---- | ------------------------------------- | ---------------- | --------- | ---- |
| 2017 | Mejor actriz revelación               | El olivo         | Nominada  |      |
| 2017 | Mejor actriz de reparto de televisión | Paquita Salas    | Nominada  |      |
| 2019 | Mejor actriz secundaria de televisión | Arde Madrid      | Ganadora  |      |
| 2022 | Mejor actriz secundaria de cine       | La vida era eso  | Nominada  |      |

| Año  | Categoría                            | Trabajo nominado | Resultado | Ref.   |
| ---- | ------------------------------------ | ---------------- | --------- | ------ |
| 2020 | Premio Ciudad de Huesca Carlos Saura | Trayectoria      | Ganadora  | [ 50 ] |